# Malpighia albiflora
Malpighia albiflora là một loài thực vật có hoa trong họ Malpighiaceae. Loài này được (Cuatrec.) Cuatrec. mô tả khoa học đầu tiên năm 1978.